# Ehrharta
Ehrharta är ett släkte av gräs. Ehrharta ingår i familjen gräs.

## Bildgalleri

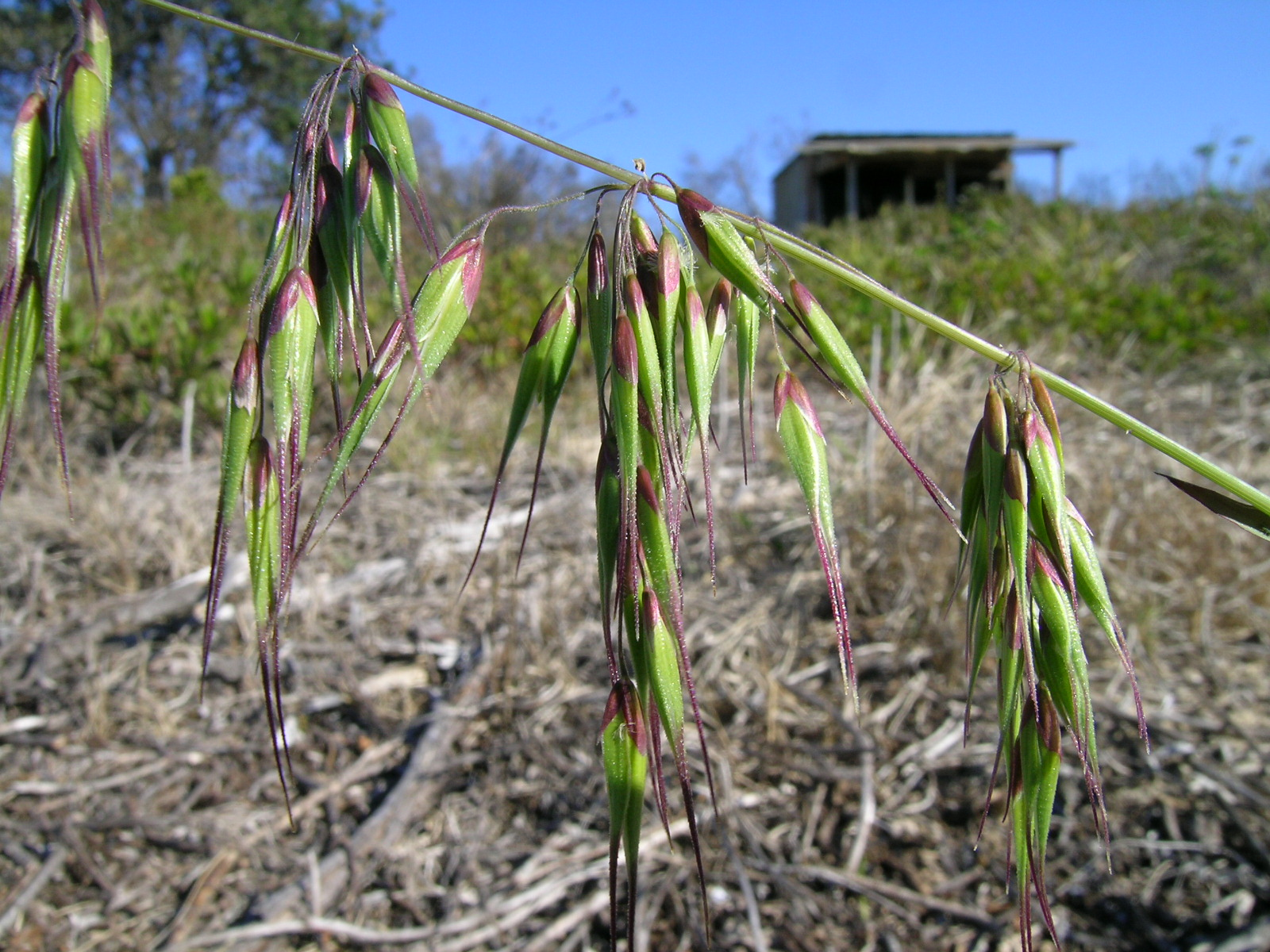
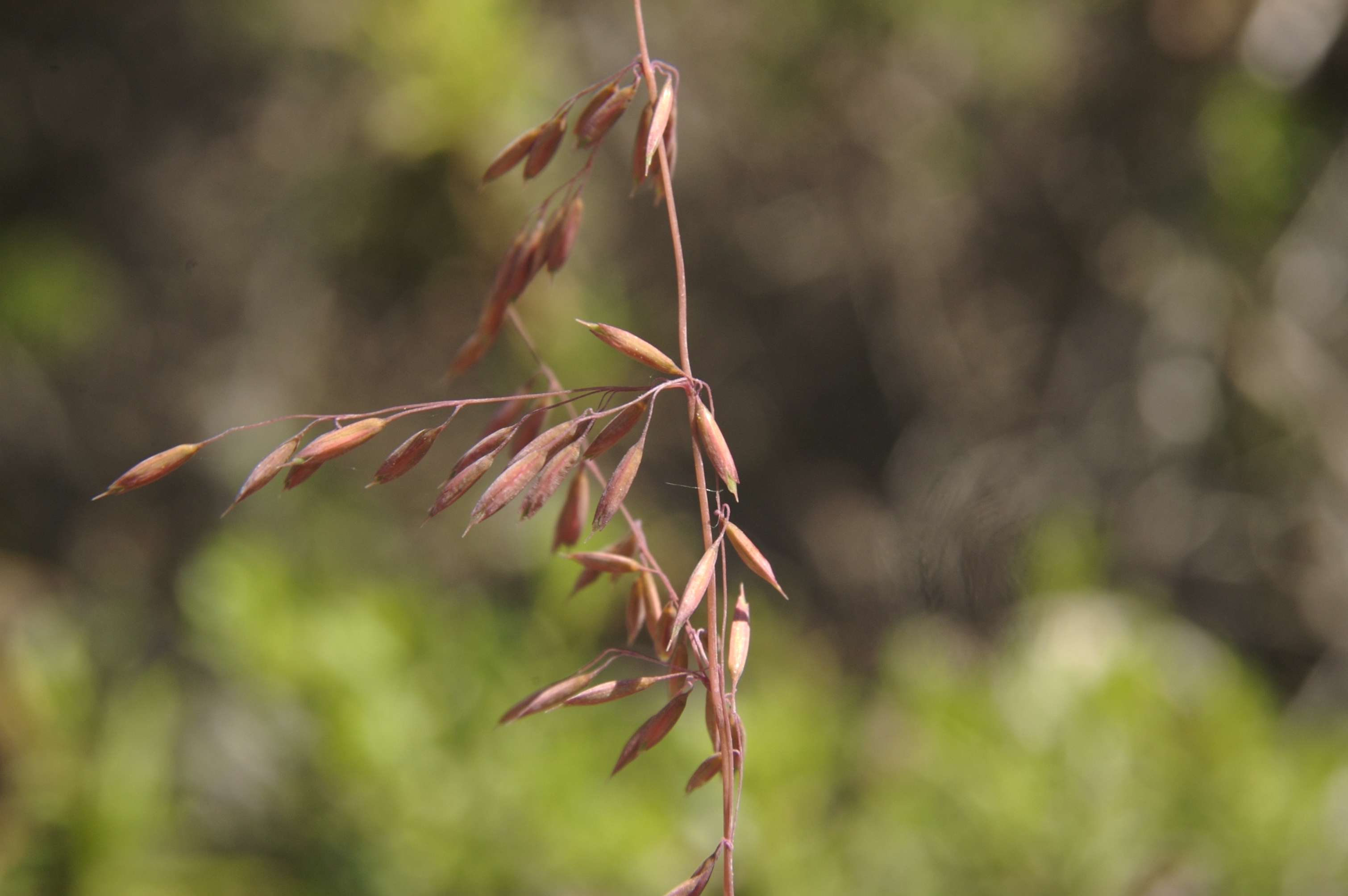
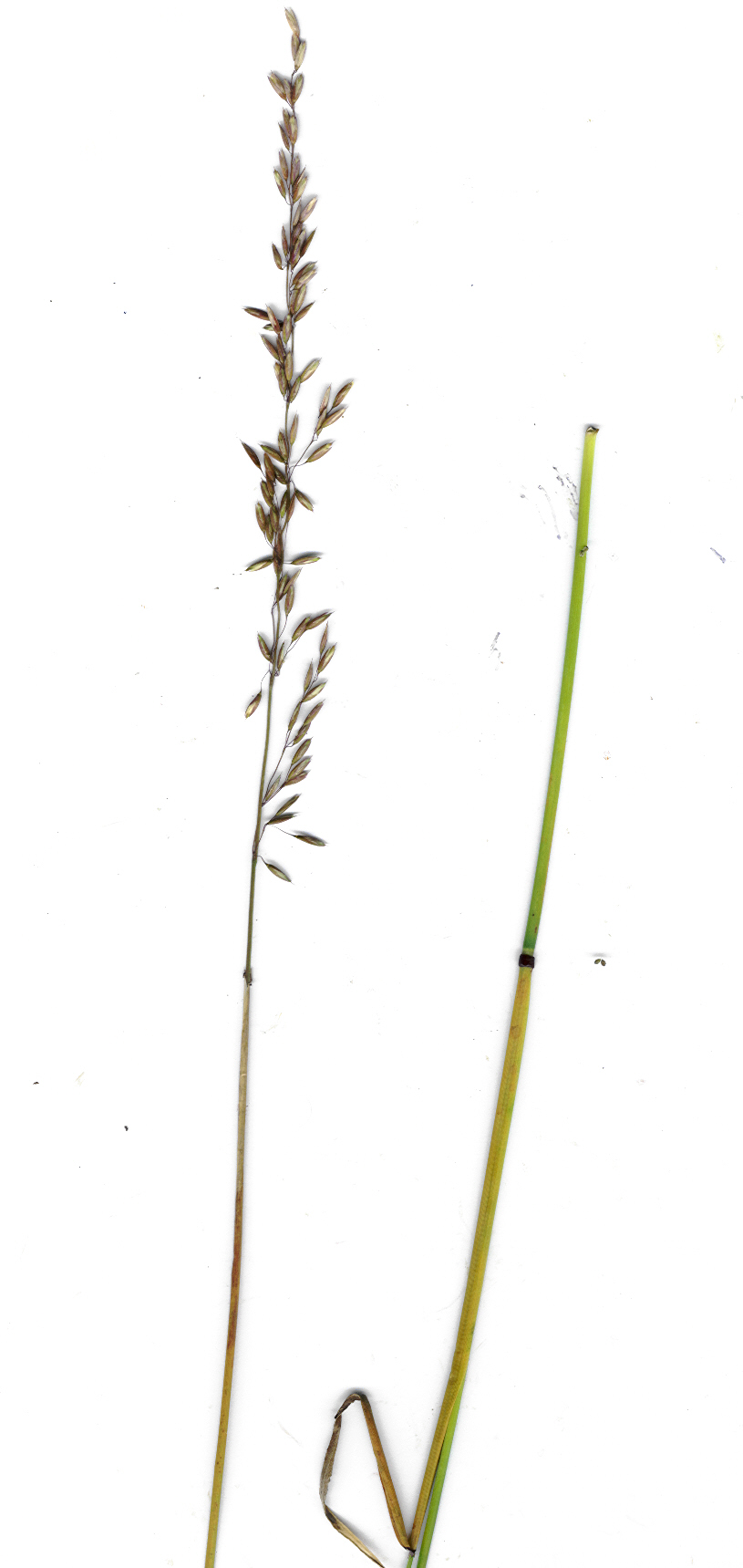
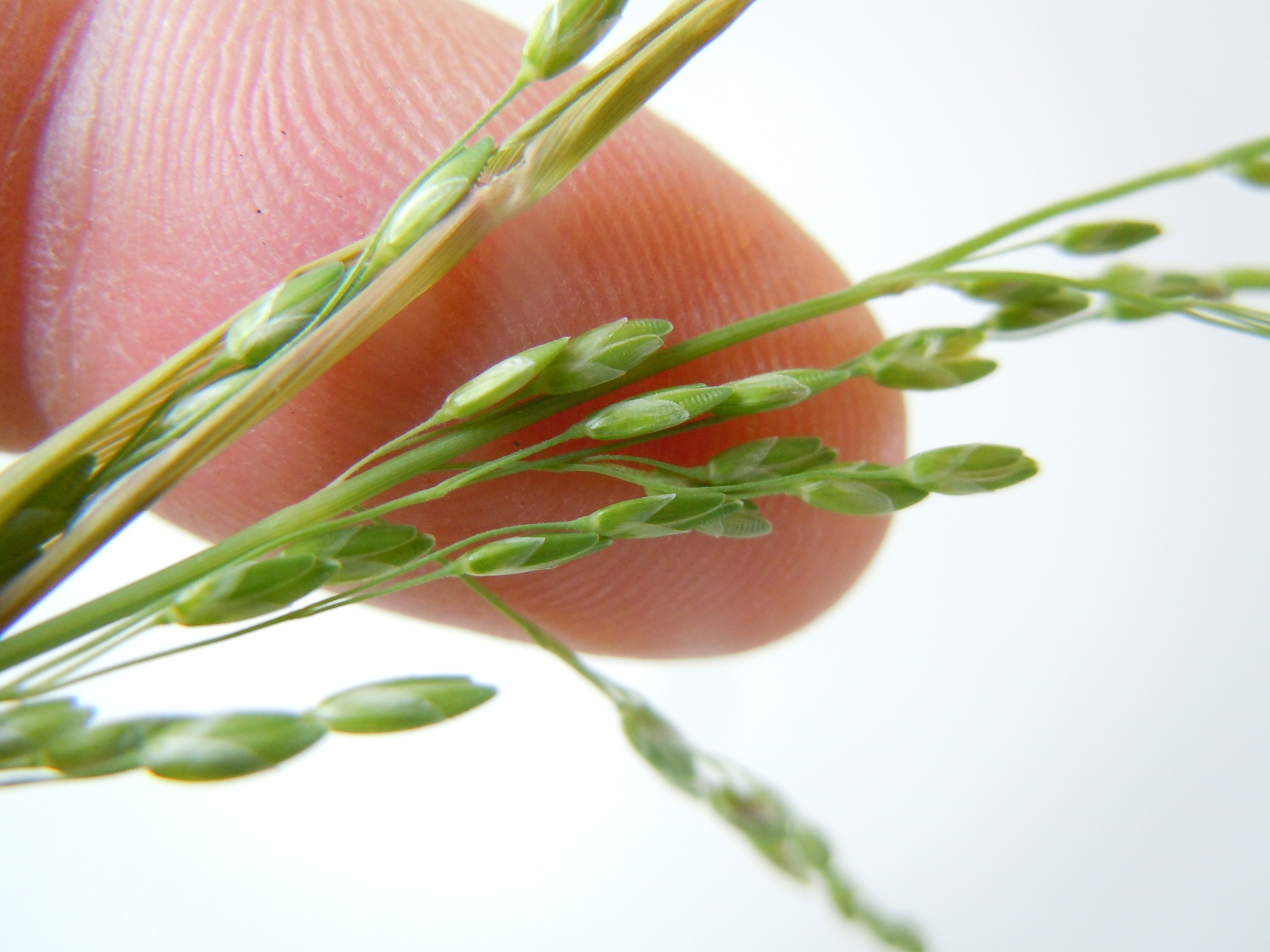
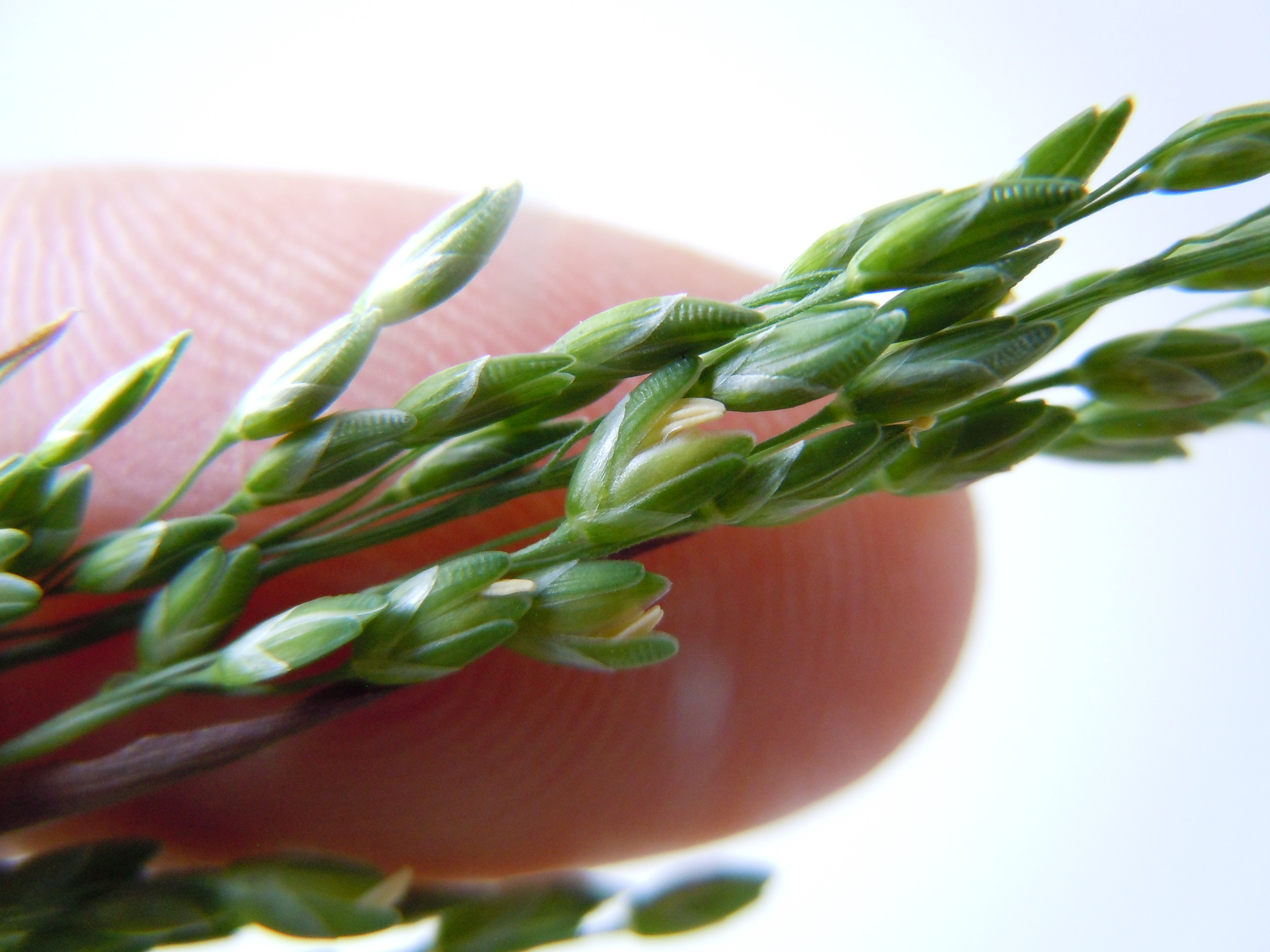
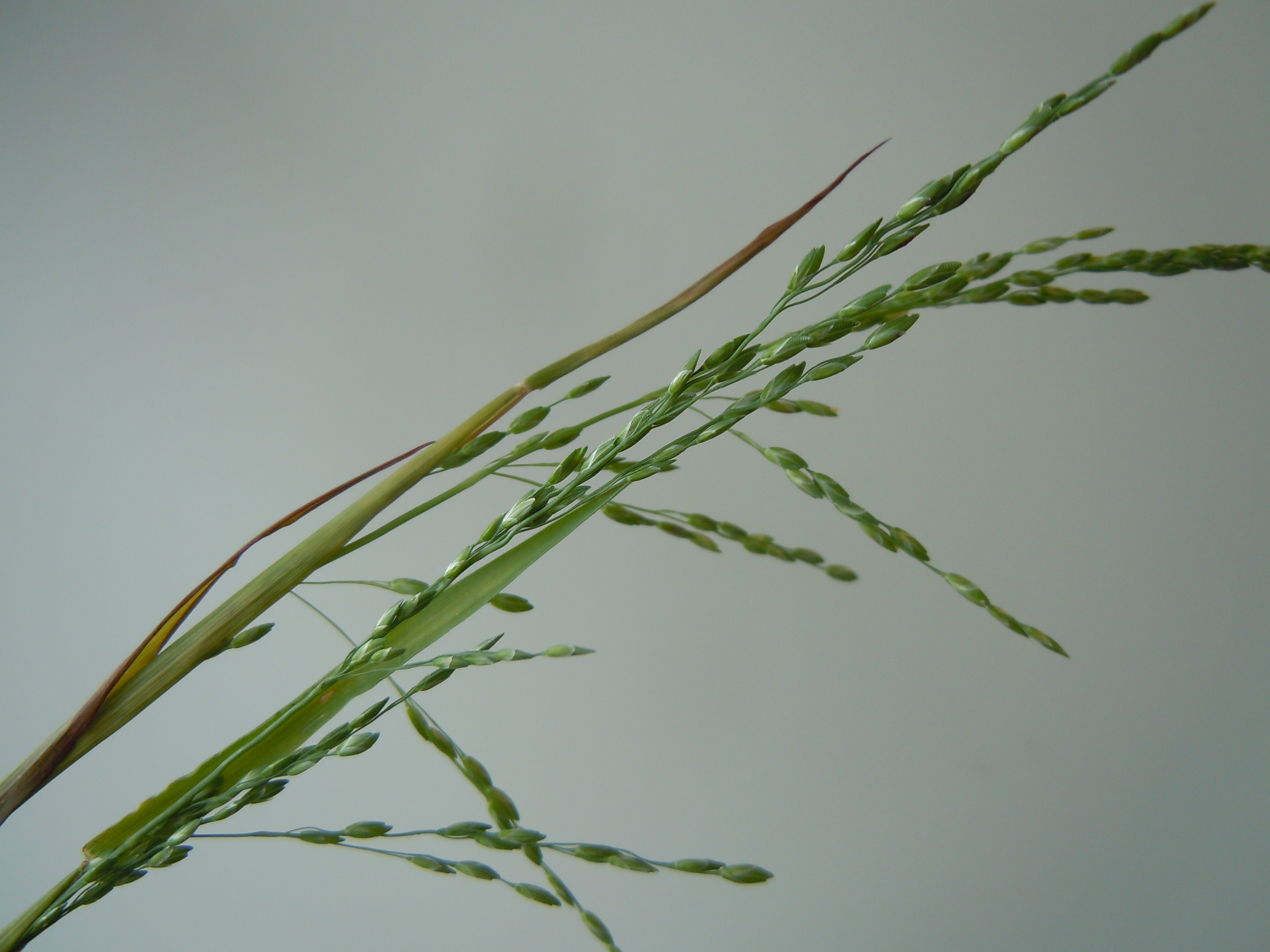

## Dottertaxa tillEhrharta, i alfabetisk ordning[1]
- Ehrharta acuminata
- Ehrharta barbinodis
- Ehrharta brevifolia
- Ehrharta bulbosa
- Ehrharta calycina
- Ehrharta capensis
- Ehrharta colensoi
- Ehrharta delicatula
- Ehrharta digyna
- Ehrharta diplax
- Ehrharta distichophylla
- Ehrharta dura
- Ehrharta eburnea
- Ehrharta erecta
- Ehrharta festucacea
- Ehrharta godefroyi
- Ehrharta juncea
- Ehrharta laevis
- Ehrharta longiflora
- Ehrharta longifolia
- Ehrharta longigluma
- Ehrharta melicoides
- Ehrharta microlaena
- Ehrharta oreophila
- Ehrharta ottonis
- Ehrharta penicillata
- Ehrharta pusilla
- Ehrharta ramosa
- Ehrharta rehmannii
- Ehrharta rupestris
- Ehrharta setacea
- Ehrharta stipoides
- Ehrharta tasmanica
- Ehrharta thomsonii
- Ehrharta thunbergii
- Ehrharta triandra
- Ehrharta villosa